# Le diable n'existe pas
Pour plus de détails, voir Fiche technique et Distribution.
Le diable n'existe pas (شیطان وجود ندارد, Sheytân vodjoud nadârad) est un film iranien réalisé par Mohammad Rasoulof, sorti en 2020.
Réflexion sur le libre arbitre et le devoir de désobéir et contre la peine de mort. Il est sélectionné en compétition officielle à la Berlinale 2020 en février 2020, où il remporte l'Ours d'or. Interdit de sortie du territoire à la suite de démêlés avec le pouvoir pour son précédent film Un homme intègre, le réalisateur n'a pas pu recevoir le prix. 

## Synopsis
Film en quatre épisodes avec quatre histoires sur la façon dont la peine de mort est appliquée en Iran.
1. Le diable n'existe pas :  Heshmat est un bon père de famille et un brave homme, qui rend service à sa voisine dont le chat est coincé derrière la chaudière, va chercher sa femme enseignante après son travail, puis sa fille à l'école, aide sa mère âgée, le tout sur fond de préparatifs pour un mariage auxquels ils sont conviés... Il se lève à 3 heures du matin pour rejoindre son lieu de travail. On le voit dans une petite pièce où il se prépare une collation. Des lumières rouges, puis vertes s'allument sur un panneau, Heshmat presse un bouton..., déclenchant la pendaison de plusieurs hommes en ouvrant la trappe sous leurs pieds.
2. Elle a dit : tu peux le faire :  Pouya n'a pas de chance. Il fait son service militaire et a été affecté dans la prison où les conscrits prennent part aux exécutions des condamnés à mort. Il ne peut supporter cette idée, et il (ainsi que ses camarades de dortoir) passe une nuit blanche à essayer de trouver un moyen de ne pas collaborer à l'exécution prévue au matin. Il en parle à plusieurs reprises au téléphone avec son amie Tamineh, avec laquelle il rêve de quitter l'Iran. Lorsqu'au matin, il doit accompagner le condamné sur le lieu de l'exécution, il se rebelle, dérobe l'arme du geôlier qui l'accompagne et arrive à s'échapper de la prison. Dehors, Tamineh l'attend dans une voiture. Ils quittent la ville, en écoutant la chanson Bella ciao sur leur autoradio.
3. Anniversaire : Javad fait son service militaire, il a obtenu une permission et se rend dans la maison de Nana, une jeune femme qu'il aime et dont c'est l'anniversaire. Il veut lui offrir une bague et la demander en mariage. La famille de Nana est bouleversée car un de leurs amis proches, qu'ils hébergeaient depuis dix ans, vient d'être exécuté pour des raisons politiques. Javad est pris d'une violente émotion à la vue de la photo du disparu, s'enfuit dans la forêt et essaie de se suicider. Il avoue à Nana qu'il a participé à l'exécution de leur ami en se portant volontaire afin d'avoir une permission pour être là à son anniversaire. Nana et Javad n'ont plus le cœur à fêter l'anniversaire, et Nana décide de rompre avec Javad.
4. Embrasse-moi : Bahram et sa femme Zaman vivent dans une campagne reculée de l'Iran, où ils pratiquent l'apiculture. Ils reçoivent chez eux Darya, la fille d'un ami d'études de Bahram, qui vit à l'étranger, dans un pays germanophone. Darya étudie la médecine, Mansour, le père de Darya, et Bahram sont également médecins. Darya ne comprend pas pourquoi Bahram a choisi cette vie et ne pratique pas sa profession de médecin, sinon occasionnellement pour rendre service à des villageois. Bahram est gravement malade ; il a souhaité que Darya lui rende visite avant qu'il ne meure pour lui apprendre qu'il est son père biologique. Il y a vingt ans, pendant son service militaire, il a refusé de collaborer à l'exécution d'un condamné à mort, et vit depuis dans cette maison isolée. Il a confié Darya, alors bébé, à Mansour pour qu'il l'élève en Europe. La mère biologique de Darya est morte en essayant de les rejoindre par des routes clandestines. Bouleversée par ces révélations, Darya veut repartir et rentrer en Europe.

## Fiche technique
Sauf indication contraire, les informations mentionnées dans cette section peuvent être confirmées par la base de données cinématographiques IMDb,  présente dans la section « Liens externes ».
- Titre original : شیطان وجود ندارد, Sheytân vodjoud nadârad (« Le diable n'existe pas »)
- Titre français : Le diable n'existe pas
- Titre international : There Is No Evil
- Réalisation et scénario : Mohammad Rasoulof
- Costumes : Afsaneh Sarfehju
- Photographie : Ashkan Ashkani
- Montage : Meysam Muini et Mohammadreza Muini
- Musique : Amir Molookpour
- Société de distribution : Pyramide Distribution (France)
- Pays d'origine :  Iran
- Format : couleur — 35 mm
- Genre : drame
- Durée : 150 minutes
- Dates de sortie[2] :
  - Allemagne : 28 février 2020 (Berlinale)
  - France : 1er décembre 2021

## Distribution
- Kaveh Ahangar : Pouya
- Mahtab Servati : Nana
- Alireza Zareparast : Hasan
- Shaghayegh Shoorian : Razieh
- Baran Rasoulof : Darya
- Mohammad Seddighimehr : Bahram
- Shahi Jila : Zaman
- Salar Khamseh : Salar
- Darya Moghbeli : Tahmineh
- Ehsan Mirhosseini : Heshmat
- Mohammad Valizadegan : Javad

## Sortie

### Accueil
En France, le site Allociné recense une moyenne des critiques presse de 4,1/5.
- « L'Iranien est passé du réalisme bressonien à un film à sketches démesuré (et en quatre parties, reliées par un acte de violence, tiens donc), nourri de colère, maniant la dénonciation sociale comme d'autres le shotgun. »[4]
- « Huitième long-métrage du réalisateur persécuté Mohammad Rasoulof, tourné clandestinement afin de contourner la censure iranienne, tresse une réflexion sur l’application de la peine de mort et la culpabilité collective qui en découle. »[5]

## Distinctions
Récompenses
- Berlinale 2020 : 
  - Ours d'or[6]
  - Prix œcuménique